# 奥扎诺蒙费拉托
奥扎诺蒙费拉托（義大利語：Ozzano Monferrato），是意大利亚历山德里亚省的一个市镇。总面积15.2平方公里，人口1525人，人口密度100.3人/平方公里（2009年）。ISTAT代码为006123。